# Медаль Мхітара Гераці
Медаль Мхітара Гераці (вірм. Մխիթար Հերացու մեդալ) — державна нагорода Республіки Вірменії. Заснована 26 липня 1993 року. Носить ім'я видатного вірменського лікаря XII століття, одного з отців вірменської медицини — Мхітара Гераці.

## Підстави нагородження
Нагородження медаллю Мхітара Гераці проводиться за видатну державну і суспільнополітичну діяльність, а також значні заслуги в галузі дипломатії, правознавства та політології.

## Нагороджувані
Медаллю Мхитара Гераці нагороджуються лікарі, військові лікарі, працівники молодшого та середнього медичного персоналу, фармацевти, а також благодійники та інші особи.

## Процедура нагородження
Клопотання про нагородження медаллю Мхітара Гераці ініціюється міністерствами охорони здоров'я, оборони та праці і соціального забезпечення Республіки Вірменії. 
Медаллю Мхітара Гераці нагороджує Президент Вірменії, видаючи про це укази.
Медаллю Мхітара Гераці нагороджуються громадяни Республіки Вірменії, іноземні громадяни та особи без громадянства.
Президент, Віце-президент Вірменії, депутати Верховної Ради та місцевих Рад Республіки Вірменії не можуть нагороджуватися державними нагородами Республіки Вірменія, в тому числі й медаллю Мхітара Гераці.
Повторне нагородження медаллю Мхітара Гераці не проводиться.
Нагородження медаллю Мхітара Гераці може проводитися також посмертно. В цьому випадку медаль разом з посвідченням вручається сім'ї нагородженого.

## Черговість
Медаль Мхітара Гераці носиться на лівій стороні грудей, після медалі Мхітара Гоша.